# Département d'Eldorado
Le département d'Eldorado est une des 17 subdivisions de la province de Misiones, en Argentine. Son chef-lieu est la ville d'Eldorado.
Le département a une superficie de 1 927 km2. Sa population s'élevait à 67 726 habitants, selon le recensement de 2001 (INDEC).